# Голос. Дети (Украина)
«Голос. Дети» (укр. Голос. Діти) — вокальное талант-шоу телеканала 1+1, участниками которого являются дети в возрасте от 6 до 14 лет. С первого сезона от 7 до 14 лет. В эфире с 4 ноября 2012 года.

## Формат
«Голос. Дети» — адаптация голландского формата компании Talpa «The Voice Kids». Концепция проекта: к детям относятся как к взрослым артистам. Все участники поют вживую, под аккомпанемент оркестра.
В шоу участвуют дети в возрасте от 7 до 14 лет (включительно). Ко времени выхода на экраны детского «Голоса» уже состоялось два сезона взрослого. В «Голос. Дети» три наставника. Каждый из них выбирает в свою команду по 15 исполнителей — все участники соревнуются за право оставаться на проекте.
Формат «Голос. Дети» отличается от взрослого сокращенным временем соревнования и состоит из следующих этапов: слепые прослушивания, поединки, полуфинал и финал. Поединки отличаются от взрослого «Голоса» прежде всего тем, что одну песню поют не вдвоем, а втроем. Это сделано по рекомендации детских психологов, так как в таком случае выбывают сразу двое, и ребёнку пережить стресс легче. Отсутствует спасение наставника. Также в каждом поединке участвует только одна команда. По результатам этапа наставник выбирает двух финалистов. Победителя выбирают зрители путём телефонного и sms-голосования во время финальной программы.
Со второго сезона вместо полуфинала был добавлен этап «Песня на вылет», который начинался сразу после окончания поединков. На нём пять оставшихся в проекте участников поют те композиции, которые они исполняли на слепых прослушиваниях.
С четвёртого сезона вместо этапа «Песня на вылет» был добавлен этап «Нокауты», который начинался сразу после окончания поединков. На нём четыре оставшихся в проекте участника поют новые композиции.

## Ведущие

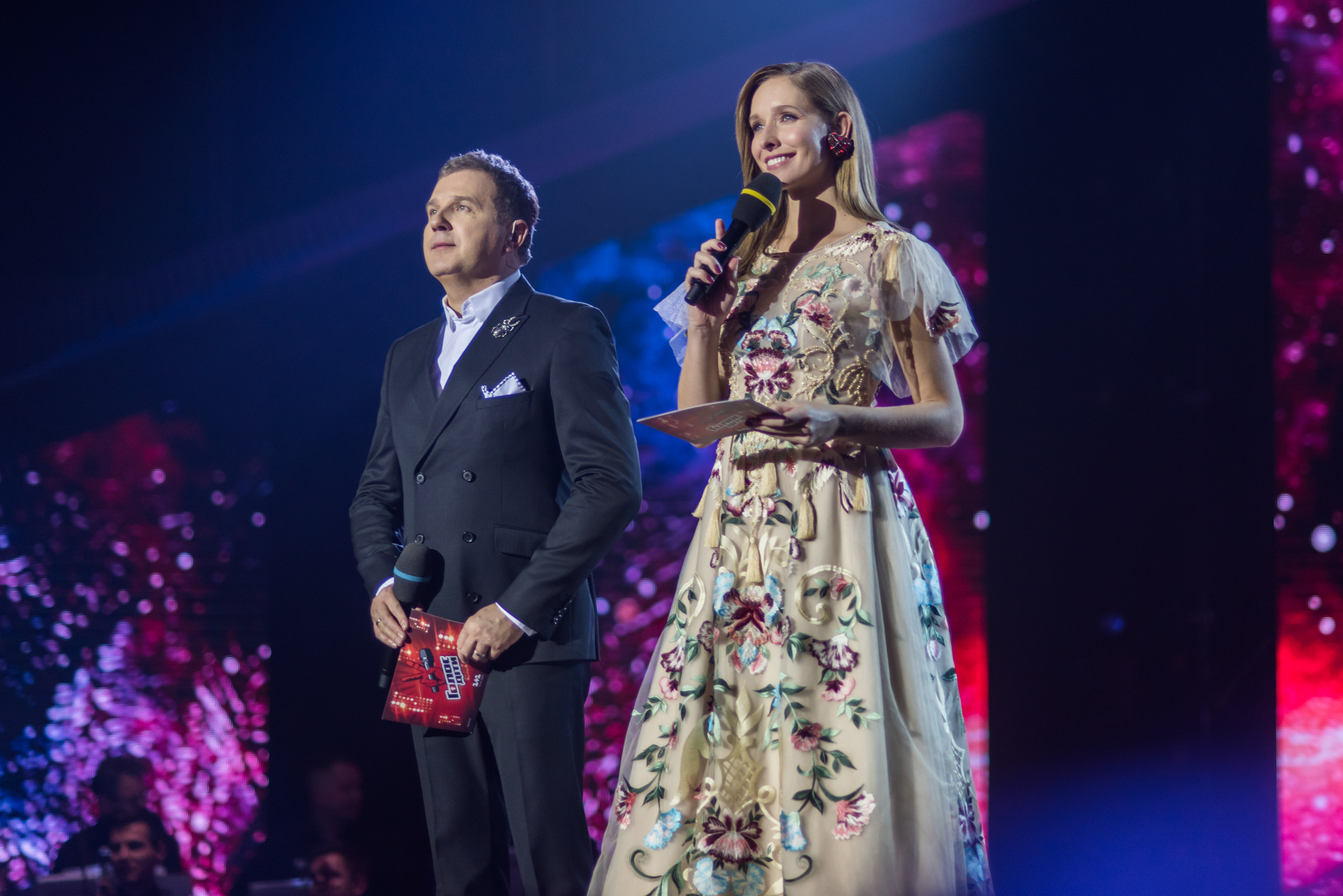
Юрий Горбунов и Екатерина Осадчая

Ведущих передачи двое: один ведёт программу на сцене, другая помогает юным участникам настроиться перед выступлением. В двух сезонах помогала ребятам Екатерина Осадчая, а её соведущим в первом сезоне был Андрей Доманский.
Во втором, третьем, четвёртом и пятом сезонах ведущим стал Юрий Горбунов.

## Судьи
| Тренеры             | Сезон | Сезон | Сезон | Сезон | Сезон | Сезон |
| Тренеры             | 1     | 2     | 3     | 4     | 5     |       |
| ------------------- | ----- | ----- | ----- | ----- | ----- | ----- |
| Тина Кароль         |       |       |       |       |       |       |
| Олег Скрипка        |       |       |       |       |       |       |
| LOBODA              |       |       |       |       |       |       |
| Потап               |       |       |       |       |       |       |
| Наталья Могилевская |       |       |       |       |       |       |
| MONATIK             |       |       |       |       |       |       |
| Время и Стекло      |       |       |       |       |       |       |
| Джамала             |       |       |       |       |       |       |
| DZIDZIO             |       |       |       |       |       |       |

## Сезоны
На данный момент выпущено 5 сезонов телешоу.

| Команда Кароль Команда Скрипки Команда Лободы Команда Потапа Команда Могилевской | Команда MONATIK Команда Время и Стекло Команда Джамалы Команда DZIDZIO |

| Сезон | Премьера       | Финал           | Победитель            | Финалисты           | Финалисты          | Победивший наставник | Ведущая           | Ведущий          | Наставники          | Наставники     | Наставники          |
| Сезон | Премьера       | Финал           | Победитель            | Финалисты           | Финалисты          | Победивший наставник | Ведущая           | Ведущий          | 1                   | 2              | 3                   |
| ----- | -------------- | --------------- | --------------------- | ------------------- | ------------------ | -------------------- | ----------------- | ---------------- | ------------------- | -------------- | ------------------- |
| 1     | 4 ноября 2012  | 6 января 2013   | Анна Ткач             | Соломия Лукьянец    | Элина Сосновская   | Олег Скрипка         | Екатерина Осадчая | Андрей Доманский | Тина Кароль         | Олег Скрипка   | Светлана Лобода     |
| 2     | 1 февраля 2015 | 1 марта 2015    | Роман Сасанчин        | Анастасия Багинская | Михаил Царь        | Тина Кароль          | Екатерина Осадчая | Юрий Горбунов    | Тина Кароль         | Потап          | Наталья Могилевская |
| 3     | 2 октября 2016 | 4 декабря 2016  | Элина Иващенко        | Влад Феничко        | Иванна Решко       | Тина Кароль          | Екатерина Осадчая | Юрий Горбунов    | Потап               | Тина Кароль    | MONATIK             |
| 4     | 5 ноября 2017  | 17 декабря 2017 | Данэлия Тулешова      | Александр Минёнок   | Елизавета Яковенко | MONATIK              | Екатерина Осадчая | Юрий Горбунов    | Наталья Могилевская | Время и Стекло | MONATIK             |
| 5     | 26 мая 2019    | 7 июля 2019     | Александр Зазарашвили | Варвара Кошевая     | Ярослав Карпук     | Время и Стекло       | Екатерина Осадчая | Юрий Горбунов    | Джамала             | Время и Стекло | DZIDZIO             |
| 6     | НЕИЗВЕСТНО     | НЕИЗВЕСТНО      | НЕИЗВЕСТНО            | НЕИЗВЕСТНО          | НЕИЗВЕСТНО         | НЕИЗВЕСТНО           | Екатерина Осадчая | Юрий Горбунов    | НЕИЗВЕСТНО          | НЕИЗВЕСТНО     | НЕИЗВЕСТНО          |

### Первый сезон
В эфире на канале 1+1 с 4 ноября 2012 по 6 января 2013 года. Проект «Голос. Дети» был анонсирован каналом «1+1» в апреле 2012 года, причём изначально он позиционировался как третий сезон «Голоса страны», только на этот раз заточенный для детей. Вели конкурс Андрей Доманский и Екатерина Осадчая. В роли тренеров (наставников) выступили Тина Кароль, Олег Скрипка и Светлана Лобода. Победителем стала самая юная конкурсантка Анна Ткач, подопечная Олега Скрипки.
     — Победитель
     — Суперфиналист
     — Выбыл в финале
     — Выбыл в полуфинале
     — Выбыл в батлах
| Наставник          | Участники                           | Участники            | Участники           | Участники          | Участники |
| ------------------ | ----------------------------------- | -------------------- | ------------------- | ------------------ | --------- |
| Тина Кароль        |                                     |                      |                     |                    |           |
| Соломия Лукьянец   | Иван и Андрей Мандриковы            | Никита Киоссе        | Кристина Дутчак     | Ольга Мишагина     |           |
| Полина Югай        | Руслана Калашникова                 | Кристина Карабанова  | Ирина Сотник        | София Тарасова     |           |
| Валерия Коваленко  | Марина Черкасова                    | Юрий Самарский       | Диана Пихун         | Дарья Соколовская  |           |
| Олег Скрипка       |                                     |                      |                     |                    |           |
| Анна Ткач          | Ева Панарина                        | Мария Кондратенко    | Андрей Бойко        | Николай Задерей    |           |
| Мария Круценко     | Виктория Калашникова                | Катерина Качановская | Максим Опанащук     | Сергей Черепахин   |           |
| София Сахарова     | Дарья Федоренко и Софья Провоторова | Анастасия Кузив      | Никита Коновалов    | Назарий Стинянский |           |
| Светлана Лобода    |                                     |                      |                     |                    |           |
| Элина Сосновская   | Виктория Литвинчук                  | Юрий Привыка         | Арсен Шавлюк        | Ольга Дулумбаджи   |           |
| Богдан Денис       | Валерия Хоменко                     | Арсений Быков        | Диана Коровникова   | Алина Овчаренко    |           |
| Елизавета Соболева | Кристина Кочегарова                 | Иван Кирилко         | Анастасия Демянович | Валентин Фоменко   |           |

### Второй сезон
19 июля 2013 года каналом 1+1 был анонсирован кастинг на второй сезон «Голос. Дети». После значительного перерыва в апреле 2014 было объявлено, что в конце лета 2014 будет объявлен кастинг на новый сезон, который выйдет в эфир в первой половине 2015 года. Позднее стал известен обновлённый состав тренеров. Ими стали Тина Кароль, Наталья Могилевская и Потап. В качестве ведущих выступили Юрий Горбунов и Катя Осадчая. Премьера второго сезона была запланирована на 25 января 2015 года, но позднее, из-за траура по погибшим в Мариуполе, запуск сезона перенесли на 1 февраля.

В супер-финале, который прошёл 1 марта в прямом эфире телеканала 1+1, приняли участие Анастасия Багинская, Роман Сасанчин и Михаил Царь. По результатам их выступления и нового голосования телезрителей победителем был назван Роман Сасанчин.
     — Победитель
     — Суперфиналист
     — Выбыл в финале
     — Выбыл в песнях на вылет
     — Выбыл в батлах
| Тина Кароль         |                      |                      |                                        |
| Роман Сасанчин      | Руслан Асланов       | Марк Коваленко       | Никита Трондин                         |
| Виктор Папп         | Ульяна Баранюк       | Алие Бекирова        | Виктория Балашова                      |
| Арсений Данилюк     | Александр Чиший      | Алина Костюк         | Катерина Кравченко                     |
| Потап               |                      |                      |                                        |
| Анастасия Багинская | Иван Лесной          | Поллиана Рыжак       | Катерина Манузина                      |
| Роман Парфенюк      | Диана Пихун          | Василий Демчук       | Анна Музафарова                        |
| Анастасия Радченко  | Александра Сиркашева | Анастасия Микитюк    | Анастасия Лисуха и Анастасия Завадская |
| Наталья Могилевская |                      |                      |                                        |
| Михаил Царь         | Богдан Темченко      | Катерина Качановская | Анна Комякова                          |
| Анна Тринчер        | Карина Казарян       | Елизавета Савина     | Дарья Сорокина                         |
| София Волашаненко   | Дарина Галицкая      | Виолетта Литвиненко  | Ульяна Исаченко                        |

### Третий сезон
В эфире на канале 1+1 со 2 октября 2016. Изначально кастинг стартовал в феврале 2015 года, когда предыдущий, второй сезон был ещё в самом разгаре. В итоге в 2015 году шоу так и не вышло. В апреле 2016 года телеканал «1+1» одновременно объявил кастинги на взрослый «Голос страны» и в «Голос. Дети». Вели конкурс Юрий Горбунов и Екатерина Осадчая. В роли тренеров (наставников) выступили Потап, Тина Кароль и MONATIK. Заранее стало известно об участии в конкурсе дочери Евгения Кошевого Варвары, а также Саши Подоляна, знакомого телезрителям по шоу «Маленькие гиганты». Победителем стала Элина Иващенко, подопечная Тины Кароль.
     — Победитель
     — Суперфиналист
     — Выбыл в финале
     — Выбыл в песнях на вылет
     — Выбыл в батлах
| Наставник           | Участники          | Участники           | Участники             | Участники             | Участники        | Участники |
| ------------------- | ------------------ | ------------------- | --------------------- | --------------------- | ---------------- | --------- |
| Потап               |                    |                     |                       |                       |                  |           |
| Иванна Решко        | Татьяна Олексиенко | Кирилл Черпита      | Иван Ястребов         | Тали Купер            | Хэлин Коньяр     |           |
| Кристина Галайко    | Алиса Чиждан       | Елизавета Костякина | Вероника Крыжановская | Варвара Кошевая       | Денис Родин      |           |
| Селин Ипкин         | Антон Мельник      | Анфиса Хмелевская   | Елизавета Валькова    | Ева Аш                | Назар Власюк     |           |
| Тина Кароль         |                    |                     |                       |                       |                  |           |
| Элина Иващенко      | Александр Подолян  | Ольга Гарбузюк      | Анастасия Тарнавская  | Катрина-Паула Диринга | Михаил Киселёв   |           |
| Анна Мкртчян        | Эмили Истрате      | Трио «Smile»        | Надежда Довбуш        | Раффаэле Попадия      | Полина Писарцова |           |
| Елизавета Волошенко | Мария Краснощёк    | Полина Загной       | Наталья Берест        | Дарья Швец            | Лилиана Камоцкая |           |
| MONATIK             |                    |                     |                       |                       |                  |           |
| Влад Феничко        | Андрей Бойко       | Эрик Мкртчян        | Алина Сансызбай       | Карина Аракелян       | Юлия Радчук      |           |
| Валерия Лысенко     | Анна Воронова      | Маргарита Хорошун   | Александра Мироненко  | Дара Село             | Анна Лысая       |           |
| Маргарита Халина    | Дарья Остапук      | Ангелина Гваджая    | Тимоти Санников       | Анна Голодная         | Дарина Квичаста  |           |

### Четвёртый сезон
Четвёртый сезон выходил на канале «1+1» с 5 ноября по 17 декабря 2017 года. Вели конкурс Юрий Горбунов и Екатерина Осадчая. В роли тренеров (наставников) выступили Наталия Могилевская, участники группы «Время и Стекло» Надя Дорофеева и Позитив (у которых было двойное кресло с одной кнопкой) и MONATIK. В суперфинал вышли Лиза Яковенко из команды Натальи Могилевской, Александр Минёнок из команды группы «Время и Стекло», Данэлия Тулешова из команды MONATIK’а. Победителем стала Данэлия Тулешова из Казахстана. В суперфинала она исполняла песню «Не твоя війна» группы «Океан Эльзы».
- Победитель
- Суперфиналист
- Выбыл в финале
- Выбыл в нокаутах
- Выбыл в поединках

| Наставник           | Участники          | Участники             | Участники                         | Участники     |
| Наталья Могилевская |                    |                       |                                   |               |
| ------------------- | ------------------ | --------------------- | --------------------------------- | ------------- |
| Наталья Могилевская | Елизавета Яковенко | Екатерина Манузина    | Мария Ермакова                    | Эрнест Гогия  |
| Наталья Могилевская | Тимофей Базаренко  | Валерия Фурман        | Мария Полищук                     | Анна Калюжная |
| Наталья Могилевская | Илья Попадченко    | Екатерина Коломийцева | Ярослав Андрусяк                  | Даника Салюк  |
| Время и Стекло      |                    |                       |                                   |               |
| Александр Минёнок   | Яна Горная         | Александр Гук         | София Лозина                      |               |
| Вероника Чёрная     | Егор Горлов        | Полина Пильх          | Мария-Даниэла Трахтенберг         |               |
| Ангелина Шимкова    | Орест Макаренко    | Ева Лёпа              | Игорь Левицкий                    |               |
| MONATIK             |                    |                       |                                   |               |
| Данэлия Тулешова    | Нино Басилая       | Вероника Коваленко    | Денис Довирак и Святослав Стефьюк |               |
| Касиния Бойко       | Елизавета Калинина | Владислава Смаляна    | Дарина Чёрная                     |               |
| Кристина Жуковская  | Александра Мазур   | Полина Павлющенко     | Дарина Красновецкая               |               |

### Пятый сезон
Пятый сезон стартовал 26 мая 2019 года. Наставниками в этом сезоне стали Джамала, группа «Время и Стекло» и DZIDZIO. В суперфинал вышли Ярослав Карпук из команды DZIDZIO, Варвара Кошевая из команды Джамалы и Александр Зазарашвили из команды группы «Время и Стекло». Победителем стал участник команды группы «Время и Стекло» Александр Зазарашвили из Грузии.
- Победитель
- Суперфиналист
- Выбыл в финале
- Выбыл в нокаутах
- Выбыл в поединках

| Наставник             | Участники        | Участники            | Участники          | Участники         |
| Джамала               |                  |                      |                    |                   |
| --------------------- | ---------------- | -------------------- | ------------------ | ----------------- |
| Джамала               | Варвара Кошевая  | Никита Ачкасов       | Надежда Довбуш     | Ярослав Политов   |
| Джамала               | София Иванько    | Анна Владова         | Егор Уманец        | Максим Давидюк    |
| Джамала               | Артём Шойжолов   | Ангелина Теренникова | Есения Селезнёва   | Елизавета Кирилюк |
| Время и Стекло        |                  |                      |                    |                   |
| Александр Зазарашвили | Карина Столаба   | Дарья Бугайчук       | Таисия Скоморохова |                   |
| Мария Магильная       | Аделина Иордаки  | Елизавета Андрейко   | Полина Бабий       |                   |
| Максим Комисарчук     | София Бышова     | Давид Красилюк       | Моника Глазер      |                   |
| DZIDZIO               |                  |                      |                    |                   |
| Ярослав Карпук        | Вероника Морская | Ярослав Рогальский   | София Винник       |                   |
| Лиана Андреасян       | София Яровая     | Богдан Петровский    | Юлия Карими        |                   |
| Надежда Верховская    | Дарина Вицан     | Максим Устянский     | Кира Полонская     |                   |